# Joseph Oliva Huot
Joseph Oliva Huot (* 11. August 1917 in Laconia, New Hampshire; † 5. August 1983 ebenda) war ein US-amerikanischer Politiker. Zwischen 1965 und 1967 vertrat er den Bundesstaat New Hampshire im US-Repräsentantenhaus.

## Werdegang
Joseph Huot besuchte die Sacred Heart Parochial School und die Laconia High School. Zwischen 1935 und 1953 war er Abteilungsleiter in einer Strickwarenfabrik. Von 1953 bis 1959 gehörte Huot dem Gesundheitsausschuss der Stadt Laconia an. Zwischen 1956 und 1964 war er Werbemanager einer Zeitung. Zwischen 1959 und 1964 war er auch als Geschäftsführer einer wöchentlich erscheinenden Zeitung tätig.
Huot war Mitglied der Demokratischen Partei. Von 1959 bis 1963 amtierte er als Bürgermeister von Laconia. Im Jahr 1962 kandidierte er erstmals erfolglos für den Kongress. 1964 war er Delegierter zur Democratic National Convention in Atlantic City, auf der Amtsinhaber Lyndon B. Johnson als Kandidat für die Präsidentschaftswahlen nominiert wurde.
Im selben Jahr wurde Huot im ersten Wahlbezirk von New Hampshire in das US-Repräsentantenhaus in Washington gewählt, wo er am 3. Januar 1965 die Nachfolge des Republikaners Louis C. Wyman antrat. Da er aber bei den Wahlen des Jahres 1966 gegen Wyman verlor, konnte er bis zum 3. Januar 1967 nur eine Legislaturperiode im Kongress absolvieren, die von den Diskussionen um den Vietnamkrieg und Bürgerrechtsfragen bestimmt war. Nach dem Ende seiner Zeit im Repräsentantenhaus zog sich Huot aus der Politik zurück. Er starb am 5. August 1983 in seinem Geburtsort Laconia und wurde dort auch beigesetzt.